# Cuisia
Ne doit pas être confondu avec Cuisiat.
Cuisia est une commune française située dans le département du Jura, dans la région culturelle et historique de Franche-Comté et la région administrative Bourgogne-Franche-Comté.

## Toponymie
Le nom peut venir de celui du nom d’un Gallo-Romain mais la proximité de la rivière, la Cousance, (aujourd’hui, Gizia) qui a laissé son nom à la ville laisse penser que Cuisia est certainement le village de la Cousance ou du moins le village des roches. (voir la toponymie de Cousance).
Selon Alphonse Rousset, « le mot de Cuisia paraît venir du celte cot, coat, « bois », « forêt ». Cuise entre comme radical dans un grand nombre de localités bâties sur l'emplacement de vastes forêts. ».

## Géographie
Cuisia est située dans le Revermont. L'ouest de la commune déborde dans la Bresse.
Altitude du village : 273 m.

### Communes limitrophes

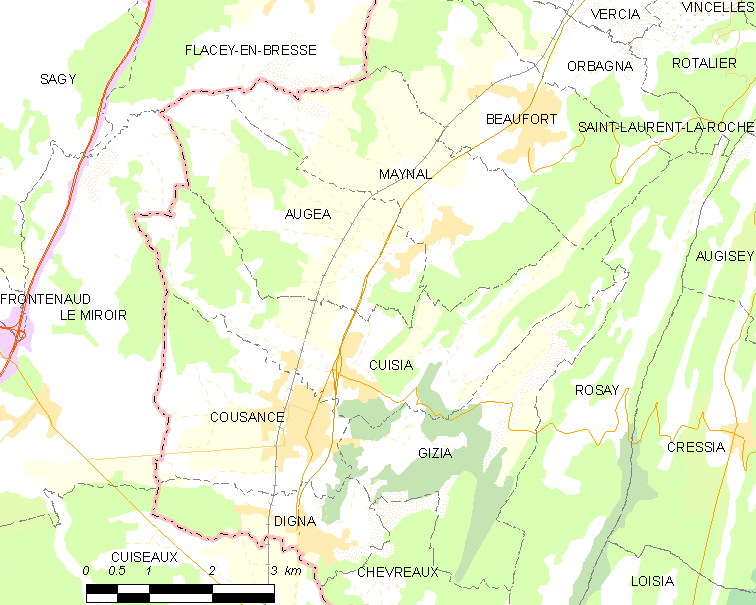
Carte de la commune de Cuisia et des proches communes.

### Climat
Pour des articles plus généraux, voir Climat de la Bourgogne-Franche-Comté et Climat du département du Jura.
En 2010, le climat de la commune est de type climat de montagne, selon une étude du Centre national de la recherche scientifique s'appuyant sur une série de données couvrant la période 1971-2000. En 2020, Météo-France publie une typologie des climats de la France métropolitaine dans laquelle la commune est exposée à un climat semi-continental et est dans une zone de transition entre les régions climatiques « Bourgogne, vallée de la Saône » et « Jura ». 
Pour la période 1971-2000, la température annuelle moyenne est de 10,7 °C, avec une amplitude thermique annuelle de 17,1 °C. Le cumul annuel moyen de précipitations est de 1 285 mm, avec 13,2 jours de précipitations en janvier et 8,7 jours en juillet. Pour la période 1991-2020, la température moyenne annuelle observée sur la station météorologique de Météo-France la plus proche, « Pimorin », sur la commune de Pimorin à 9 km à vol d'oiseau, est de 10,0 °C et le cumul annuel moyen de précipitations est de 1 517,6 mm. 
La température maximale relevée sur cette station est de 39 °C, atteinte le 12 août 2003 ; la température minimale est de −26,5 °C, atteinte le 20 décembre 2009,,. 
Les paramètres climatiques de la commune ont été estimés pour le milieu du siècle (2041-2070) selon différents scénarios d'émission de gaz à effet de serre à partir des nouvelles projections climatiques de référence DRIAS-2020. Ils sont consultables sur un site dédié publié par Météo-France en novembre 2022.

## Urbanisme

### Typologie
Au 1er janvier 2024, Cuisia est catégorisée commune rurale à habitat dispersé, selon la nouvelle grille communale de densité à sept niveaux définie par l'Insee en 2022.
Elle est située hors unité urbaine. Par ailleurs la commune fait partie de l'aire d'attraction de Lons-le-Saunier, dont elle est une commune de la couronne,. Cette aire, qui regroupe 139 communes, est catégorisée dans les aires de 50 000 à moins de 200 000 habitants,.

### Occupation des sols
L'occupation des sols de la commune, telle qu'elle ressort de la base de données européenne d’occupation biophysique des sols Corine Land Cover (CLC), est marquée par l'importance des territoires agricoles (58,2 % en 2018), une proportion sensiblement équivalente à celle de 1990 (57,8 %). La répartition détaillée en 2018 est la suivante : 
forêts (37,1 %), prairies (22,3 %), terres arables (18,5 %), zones agricoles hétérogènes (17,5 %), zones urbanisées (4,7 %). L'évolution de l’occupation des sols de la commune et de ses infrastructures peut être observée sur les différentes représentations cartographiques du territoire : la carte de Cassini (XVIIIe siècle), la carte d'état-major (1820-1866) et les cartes ou photos aériennes de l'IGN pour la période actuelle (1950 à aujourd'hui).

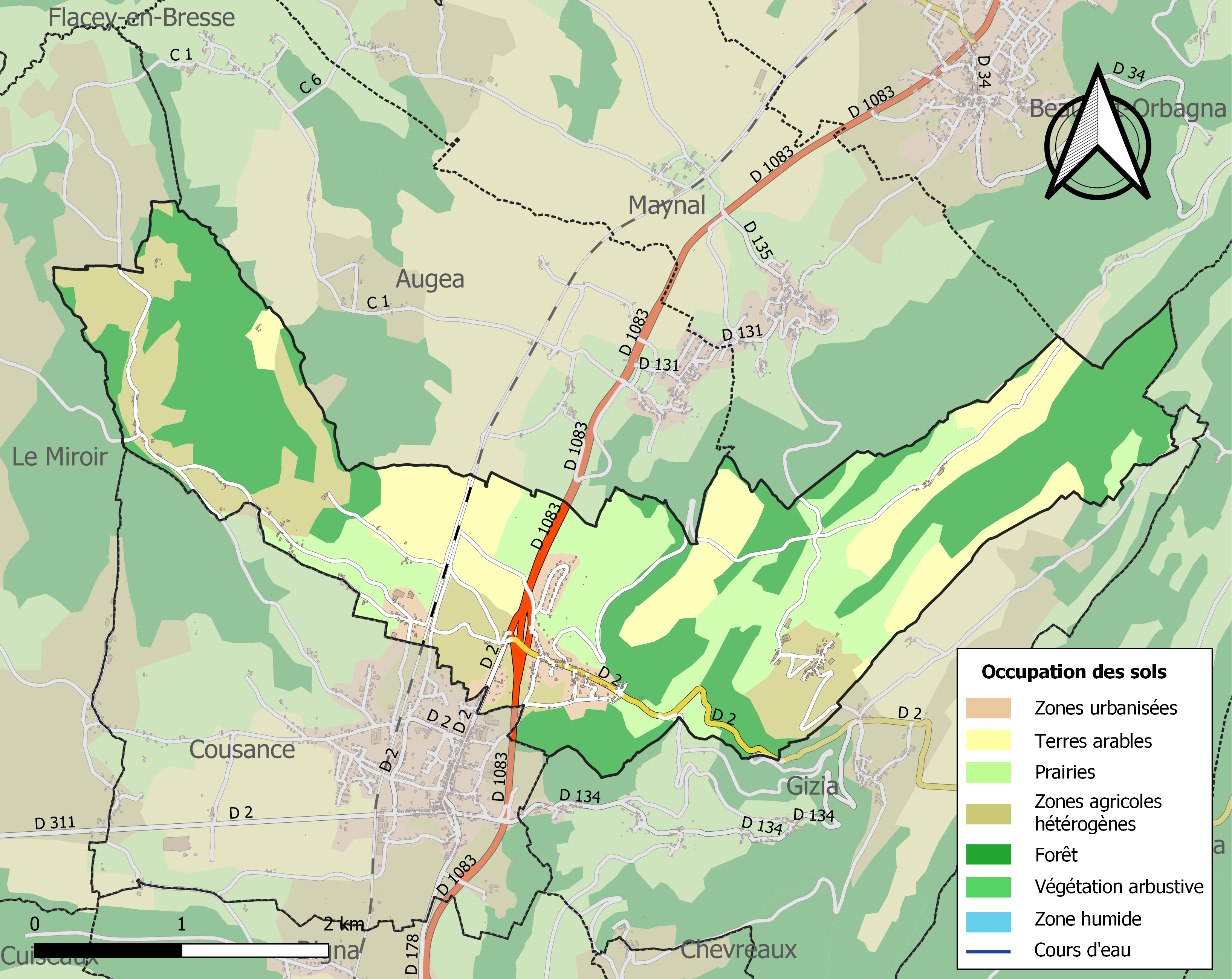
Carte des infrastructures et de l'occupation des sols de la commune en 2018 (CLC).

## Histoire
Village proche de Cousance, Cuisia est situé au pied du Revermont. Son origine remonte à l’époque romaine. Des vestiges retrouvés au XIXe siècle confirment la présence de constructions romaines très importantes au lieu-dit « château du vivier » (probablement les fondations d'une villa romaine comprenant des bains).
Un trésor monétaire romain datant du IIIe siècle et ne contenant que des antoniniens a été mis au jour dans les années 1840. Présentes dans un vase en bronze, quelque 350 monnaies ont été recensées.
Un atelier monétaire mérovingien aurait fonctionné sur le territoire de la commune et produisait des triens (petite monnaie en or).
Ce sont des titres du XIIe siècle qui mentionnent pour la première fois le nom de ce village. Cuisia appartenait alors à la châtellenie de Chevreaux.
En 1131 — Renaud de Cuisia (Rainaldus de Cuisaco), chevalier, est témoin de la fondation de l'abbaye du Miroir.
Gauthier de Cuisia, chevalier, est mentionné en 1279 dans une charte de l'abbaye du Miroir.
En 1596, Adrien de Ronchault (Saône-et-Loire) est déclarant de fiefs audit Cuisia.
Quant au fief de la Biolée (aujourd’hui hameau de Cuisia), il relevait de la seigneurie de Saint-Laurent-la-Roche.
Le village a été saccagé par les routiers vers 1348, par les troupes de Louis XI en 1477 et par les sbires du « bon roi » Henri IV en août 1595. Lors de la guerre de Dix ans, Cuisia a été fortement ravagé, pillé et incendié par les troupes françaises du duc de Longueville, après la prise de la forteresse de Chevreaux, en avril 1637. De nombreuses maisons du village en présentent encore les stigmates avec leurs pierres rongées et rougies par les flammes.
Cuisia faisait partie de la paroisse de Châtel puis, dès 1742 de Digna.

## Politique et administration
| Période      | Période      | Identité         | Étiquette | Qualité                       |
| ------------ | ------------ | ---------------- | --------- | ----------------------------- |
| mars 2001    | mars 2008    | Pierre Blanc     |           |                               |
| mars 2008    | Juillet 2020 | Jean-Marc Picard | SE        | Chef d'entreprise             |
| Juillet 2020 | En cours     | Renaud Poncelin  | SE        | MECANICIEN EN TRAVAUX PUBLICS |

## Démographie
Le premier recensement a eu lieu en 1657 pour la bailliage de Montmorot, soit à peine plus de dix ans après la fin de la guerre de Dix ans (1644). Il indique pour le village (avec Lanézia & les bois Guigniots (sic ! )), quelque 91 personnes réparties comme suit :
- 1 ecclésiastique,
- 21 hommes,
- 23 femmes & veuves,
- 44 enfants,
- 2 étrangers.
L'évolution du nombre d'habitants est connue à travers les recensements de la population effectués dans la commune depuis 1793. Pour les communes de moins de 10 000 habitants, une enquête de recensement portant sur toute la population est réalisée tous les cinq ans, les populations de référence des années intermédiaires étant quant à elles estimées par interpolation ou extrapolation. Pour la commune, le premier recensement exhaustif entrant dans le cadre du nouveau dispositif a été réalisé en 2006.

En 2022, la commune comptait 388 habitants, en évolution de −1,27 % par rapport à 2016 (Jura : −0,81 %, France hors Mayotte : +2,11 %).
| 1793 | 1800 | 1806  | 1821 | 1831 | 1836 | 1841 | 1846 | 1851 |
| ---- | ---- | ----- | ---- | ---- | ---- | ---- | ---- | ---- |
| 394  | 469  | 1 339 | 399  | 711  | 633  | 719  | 720  | 698  |

| 1856 | 1861 | 1866 | 1872 | 1876 | 1881 | 1886 | 1891 | 1896 |
| ---- | ---- | ---- | ---- | ---- | ---- | ---- | ---- | ---- |
| 664  | 642  | 653  | 591  | 614  | 581  | 580  | 535  | 513  |

| 1901 | 1906 | 1911 | 1921 | 1926 | 1931 | 1936 | 1946 | 1954 |
| ---- | ---- | ---- | ---- | ---- | ---- | ---- | ---- | ---- |
| 516  | 526  | 476  | 425  | 399  | 352  | 371  | 384  | 341  |

| 1962 | 1968 | 1975 | 1982 | 1990 | 1999 | 2006 | 2011 | 2016 |
| ---- | ---- | ---- | ---- | ---- | ---- | ---- | ---- | ---- |
| 345  | 373  | 378  | 401  | 411  | 364  | 401  | 398  | 393  |

| 2021 | 2022 | - | - | - | - | - | - | - |
| ---- | ---- | - | - | - | - | - | - | - |
| 389  | 388  | - | - | - | - | - | - | - |

## Lieux et monuments
- Église Saint-Pierre, d'origine XIIIe siècle, avec un portail gothique tertiaire. Cet édifice a été totalement brûlé par les Français lors de l'invasion de la comté, en avril 1637. De nombreuses pierres tombales parsèment le sol de la nef de cet édifice. Elles s'étalent du XVIe siècle au XVIIIe siècle (famille Picot).
- Maison d'origine XVIe siècle avec porterie d'entrée voûtée et moulurée, totalement reconstruite sur des substructures plus anciennes au début du XIXe siècle par un général d'Empire de Napoléon 1er.
- Maison d'origine XVIe siècle avec une grande tour (non visible de la route). Cette demeure présente au passant un linteau daté de 1636.
- Château de Châteauvieux : maison forte d'origine XIVe siècle avec de nombreux remaniements de la première moitié du XVe siècle, de la seconde moitié du XVIIe siècle ainsi que du début du XVIIIe siècle. Le massif logis rectangulaire est cantonné de deux tours carrées dont une au moins, faisait uniquement office de tour de défense. Cette dernière présente de la rue, quatre couleuvrinières qui protégeaient l'accès à la porte principale de la demeure ainsi qu'au puits. Quatre autres meurtrières sont orientées plein sud et en défendent l'accès.

Le ruisseau (masqué de nos jours) à ciel ouvert et circonscrit de murs maçonnés, offrait une défense passive à l'ensemble du côté Sud, et avait quelque deux mètres de profondeur. De ce côté, la façade sud de la bâtisse présente au premier étage, une série de corbeaux établis sur deux niveaux, avec un accès unique par une porte du XVe siècle, totalement obturée, de nos jours.
Cette galerie, unique en comté de Bourgogne, d'une longueur de plus de 19 mètres, était composée de différents madriers et murs en torchis, devait faire office de mâchicoulis, accentuant ainsi la défense du bâtiment de ce côté.
Une canonnière ronde, d'un type peu commun (une répertoriée à Orgelet), maçonnée dans le premier étage de la seconde tour, défendait l'accès ouest de la demeure.
- Four banal (mentionné en 1349 dans la charte d'affranchissement du village) à côté de la maison-forte. Il est doté de coussièges sur le côté droit qui permettaient de patienter lors de la cuisson du pain.
- Trois lavoirs-fontaines du XIXe siècle dont un a été démonté au début du XXIe siècle.
- La colline de la Pendaine qui domine le village au nord-est, était le lieu d'exécution des criminels sous l'Ancien régime.
  - Au lieu-dit Montferrand, présence des vestiges d'une ancienne grange abbatiale dépendant de l'abbaye Notre-Dame du Miroir. Non loin de là, un ancien pressoir a été entièrement restauré par son propriétaire actuel. Cet édifice qui apparait sur la carte de Cassini sous l'appellation pressoir de Cressia, doit au moins dater de la seconde moitié du XVIIe siècle.
- Vestiges d'un ensemble castral avec motte & grande basse-cour des Xe et XIIe siècles.